# فرودگاه بین‌المللی جونو
فرودگاه بین‌المللی جونو  (به انگلیسی: Juneau International Airport) یک فرودگاه همگانی بهره‌برداری هوایی با کد یاتا JNU است که یک باند فرود آسفالت دارد و طول باند آن ۲۵۷۸ متر است. این فرودگاه در شهر جونو، آلاسکا کشور ایالات متحده آمریکا قرار دارد و در ارتفاع ۶ متری از سطح دریا واقع شده است.

## شرکت‌های هواپیمایی و مقصدهای پروازی
Aside from providing passenger service, آلاسکا ایرلاینز also operates بوئینگ ۷۳۷ کلاسیک jet freighter cargo flights as well as بوئینگ ۷۳۷ کلاسیک passenger/cargo Combi aircraft service into Juneau.

### مسافری

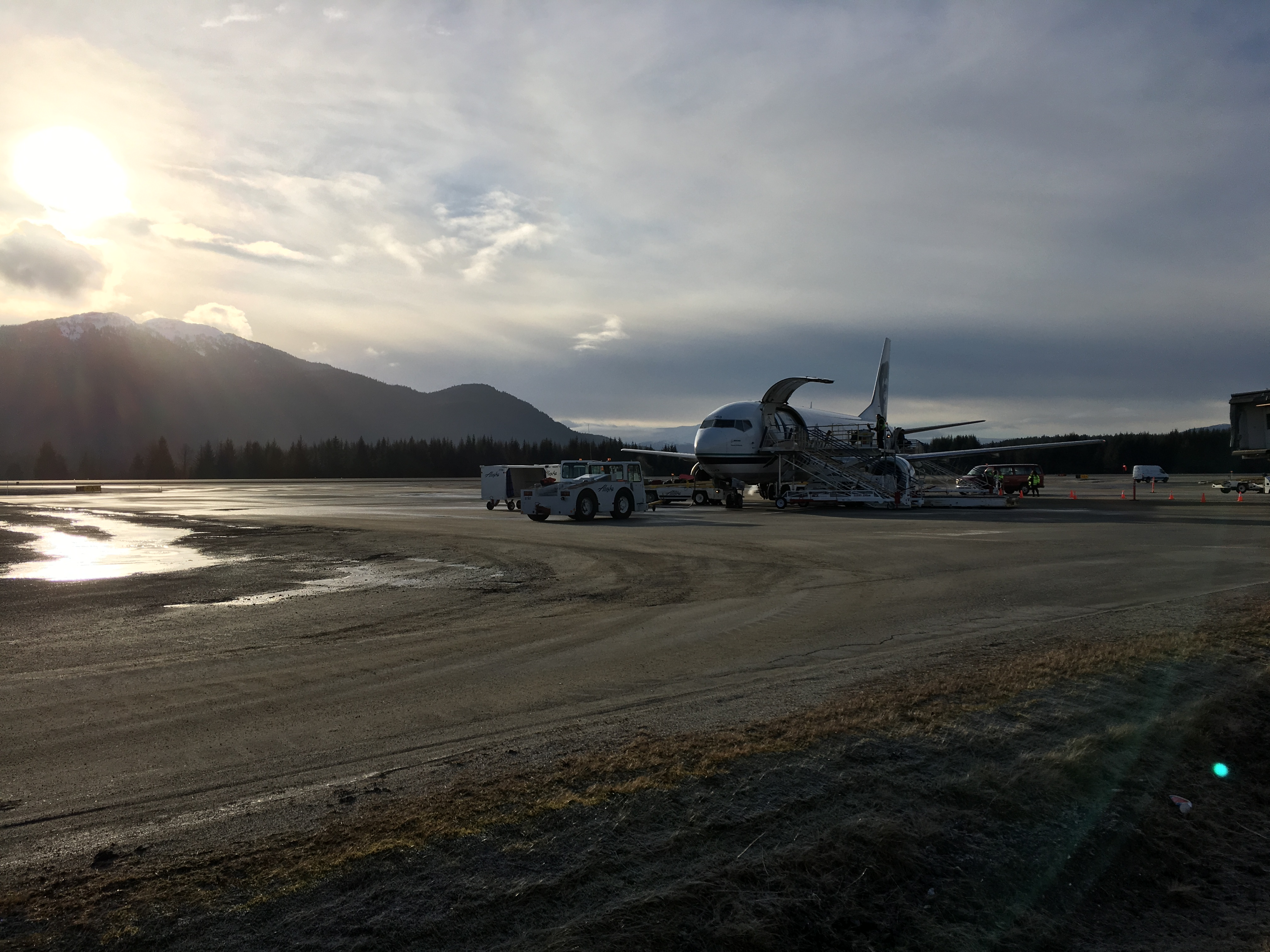
An آلاسکا ایرلاینز بوئینگ ۷۳۷ کلاسیک being loaded with cargo at Juneau International Airport.

| شرکت‌های هواپیمایی | مقصدهای پروازی |
| ----------------- | --- |
| Air Excursions    | گوستوس، هاینس، هوناه، پایگاه آب‌نشین کاکی، اسکگوی |
| آلاسکا ایرلاینز   | تد استیونز انکوریج، مرل مودهول اسمیت، کچیکان، جیمز ای. جانسون پیترزبورگ، سیاتل-تاکوما، سیتکا راکی گوتیز، رانگل، یاکوتت فصلی: گوستوس                                                       |
| Alaska Seaplanes  | پایگاه آب‌نشین انگون، پایگاه آب‌نشین الفین کووو، پایگاه آب‌نشین اکسکرشن اینلت، گوستوس، هاینس، هوناه، پایگاه آب‌نشین کاکی، سیتکا راکی گوتیز، اسکگوی, پایگاه آب‌نشین پلیکان، پایگاه آب‌نشین تناکی |
| دلتا ایرلاینز     | فصلی: سیاتل-تاکوما |
| Ward Air          | پایگاه آب‌نشین چتم، پایگاه آب‌نشین خلیج فونتر |